# Červen 2004
6. června – neděle
 Někdejší člen skupiny The Beatles, Paul McCartney, koncertoval poprvé v Praze. 
7. června – pondělí
 Prezidentem Slovenska se stal Ivan Gašparovič. 
8. června – úterý
 5:13 – 11:26 UTC – přechod Venuše přes sluneční kotouč.
21. června – pondělí
 SpaceShipOne jako první soukromá kosmická loď dosáhla hranic vesmíru.
28. června – pondělí
 Američany vedená okupační správa formálně předala suverenitu nad Irákem prozatímní irácké vládě. 
30. června – středa
 V Iráku začala předběžná slyšení v rámci procesu s bývalým prezidentem Saddámem Husajnem. 